# Tweede Kamerverkiezingen 2002/Kandidatenlijst/GroenLinks
De kandidatenlijst voor de Tweede Kamerverkiezingen 2002 van GroenLinks werd vastgesteld op het GroenLinks congres van 11 en 12 januari 2002 in Utrecht.

## Achtergrond
In 1998 haalde GroenLinks elf zetels: in 2002 waren fractievoorzitter Paul Rosenmöller en zittende Kamerleden Femke Halsema, Marijke Vos, Kees Vendrik, Farah Karimi, Ineke van Gent, Ab Harrewijn en Hugo van der Steenhoven wederom kandidaat. Alleen Van der Steenhoven werd niet verkozen. Zittend Kamerleden Tom Pitstra en Mohamed Rabbae werden door de kandidatencommissie niet voorgedragen voor de GroenLinks-lijst.
Zittend Kamerlid Ab Harrewijn overleed enkele dagen voor de verkiezingen.
Bij de eerste tien kandidaten waren milieu-activist Wijnand Duyvendak, onderzoekster Evelien Tonkens, biologische boer Arie van den Brand en journalist Naima Azough kandidaat.
Net als in 1998 waren de eerste vier kandidaten niet afkomst uit een van de oprichters van GroenLinks. Vanuit de Pacifistisch Socialistische Partij waren Vendrik, Van Gent en Van der Steenhoven afkomstig. Vanuit de CPN Harrewijn. Vanuit de PPR waren slechts Nelleke van Wijk (plek 24) en Roel van Duijn (plek 17) afkomstig. Van Duijn was via een omweg bij GroenLinks gekomen: tussen 1986 en 2001 was de voormalige Provo actief geweest in de De Groenen.
De plekken tussen 24 en 30 werden verdeeld onder regionale lijstduwers. In alle kiesdistricten was Harry Borghouts, Commissaris van de Koningin in Noord-Holland de laatste kandidaat. Onder de regionale lijstduwers waren wethouders Karin Dekker, Hetty Hafkamp, Tof Thissen, Bert van Alphen, Henk Nijhof, Herman Meijer en gedeputeerde statenlid Marcel Vissers. Ook Universiteit van Amsterdam-professor Meindert Fennema was lijstduwer.
Een aantal kandidaten groeide door in GroenLinks: Tineke Strik (12) werd in 2007 Eerste Kamerlid, Arno Bonte werd in 2005 raadslid in Rotterdam en Nen van Ramshorst werd wethouder in Hilversum.

## De lijst
- vet: verkozen
- schuin: voorkeurdrempel overschreden

1. Paul Rosenmöller - 467.641 stemmen
2. Femke Halsema - 116.486
3. Marijke Vos - 18.886
4. Wijnand Duyvendak - 3.128
5. Kees Vendrik - 1.039
6. Farah Karimi - 12.626
7. Evelien Tonkens - 1.938
8. Arie van den Brand - 875
9. Ineke van Gent - 2.974
10. Naima Azough - 8.168+[1]
11. Ab Harrewijn (overleed voor de verkiezingen) - 3.024+[2]
12. Hugo van der Steenhoven - 512
13. Tineke Strik - 1.356
14. Wilna van Aartsen - 612
15. Arno Bonte - 724
16. Nen van Ramshorst - 400
17. Roel van Duijn - 2.783
18. Dogan Gök - 3.133
19. Wil Codrington - 1.241
20. Jelis van Leeuwen - 283
21. Luc Houx - 126
22. Stan Termeer - 150
23. Nelleke van Wijk - 1.016
24. Farid Tabarki - 1.222
25. regionale lijstduwers
26. regionale lijstduwers
27. regionale lijstduwers
28. regionale lijstduwers
29. regionale lijstduwers in alle kieskringen behalve kieskring 4 (Zwolle)

29/30. Harry Borghouts - 894

## Regionale lijstduwers
De plaatsen 25 t/m 29 op de lijst waren per kieskring verschillend ingevuld.

### Groningen
1. Appie Kootstra - 132
2. Karin Dekker - 290
3. Klaas Wybo van der Hoek - 44
4. Ida Verkerk - 66
5. Paul Tameling - 81

### Leeuwarden
1. Theo van de Bles - ?[3]
2. Kees Feenstra - 144
3. Hetty Hafkamp - 305
4. Willem Verf - 123
5. Auke Wouda - 83

### Assen
1. Klaas Blanksma - 46
2. Jan Langekamp - 40
3. Willemien Dirks - 112
4. Tanya Zeeman - 91
5. Bernhard Ensink - 46

### Zwolle
1. Anneke Nusselder - 225
2. Henk Koster - ?[4]
3. Mimi van Olphen - 49
4. Henk Nijhof - 188

### Lelystad
1. Karin Pals-Schilder - 53
2. Cees Meijer - 14
3. Theo Verlaan - 44
4. Rudi Pet - 94
5. Theo Kuipers - 24

### Nijmegen, Arnhem
1. Dirk van Uitert - 90
2. Gertrude Bomer-van der Mheen - 116
3. Patrick Jansen - 89
4. Sjaak van 't Hof - 166
5. Chris Jansen - 141

### Utrecht
1. Henk Roor - 54
2. Wouter van Kouwen - 57
3. Wim van Seeters - 14
4. Marcel de Jong - 19
5. Annemiek Rijckenberg - 157

### Amsterdam, Haarlem, Den Helder
1. Luuk Heijlman - 56
2. Kees Bozelie - 106
3. Meindert Fennema - 86
4. Henk Koetsier - 47
5. Glenn Braam - 96

### 's-Gravenhage, Rotterdam, Dordrecht, Leiden
1. Ank de Groot Slagter - 169
2. Bert van Alphen - 202
3. Crista Vonkeman - 339
4. Marcel Vissers - 84
5. Herman Meijer - 272

### Middelburg
1. Frans van Kollem - ?[5]
2. Marten Wiersma - 69
3. Chantalle Dupont - 95
4. Ankie Smit - 48
5. Anneke Izeboud - 97

### Tilburg, 's-Hertogenbosch
1. Henk van Boxtel - 133
2. Annette Gepkens - 240
3. Roel van Gurp - 494
4. Cees van de Ven - 47
5. Peer Verkuijlen - 178

### Maastricht
1. Maya de Bruijn-Reefman - 686
2. Peter Freij - ?[6]
3. Helma Gubbels-Korver - 531
4. Jan Muijtjens - 593
5. Tof Thissen - 431

PvdA · VVD · CDA · D66 · GroenLinks · SP · SGP · VSP · NMP · PvdT · VIP & Ouderenunie · ChristenUnie · Duurzaam Nederland · Leefbaar Nederland · LPF · Republikeinse Volkspartij